# Урмозеро
Урмозеро — пресноводное озеро на территории Оштинского сельского поселения Вытегорского района Вологодской области.

## Физико-географическая характеристика
Площадь озера — 0,6 км². Располагается на высоте 33,0 метров над уровнем моря.
Форма озера продолговатая: оно почти на два километра вытянуто с юго-запада на северо-восток. Берега преимущественно заболоченные.
С западной стороны озера вытекает безымянная протока, впадающая с правого берега в реку Мегру, впадающую, в свою очередь, в Онежское озеро.
Населённые пункты и автодороги вблизи водоёма отсутствуют. Островов нет.
Код объекта в государственном водном реестре — 01040100611102000020179.